# Euphranta signatifacies
Euphranta signatifacies är en tvåvingeart som beskrevs av Hardy 1981. Euphranta signatifacies ingår i släktet Euphranta och familjen borrflugor. Inga underarter finns listade i Catalogue of Life.